# Anadara brasiliana
Anadara brasiliana är en musselart som först beskrevs av Jean-Baptiste Lamarck 1819.  Anadara brasiliana ingår i släktet Anadara och familjen Arcidae. Inga underarter finns listade i Catalogue of Life.